# دستور زبان فارسی براساس نظریه‌ی گروه‌های خودگردان در دستور وابستگی
دستور زبان فارسی: براساس نظریهٔ گروه‌های خودگردان در دستور وابستگی کتابی از امید طبیب‌زاده است که به توصیف دستور زبان فارسی بر اساس دستور وابستگی می‌پردازد.
این کتاب به‌عنوان کتاب برگزیده جشنواره فارابی و کتاب شایسته تقدیر در سی‌ویکمین دورهٔ کتاب سال ایران و بیست‌ودومین دوره کتاب فصل معرفی شد.

## جلسه نقد و بررسی
نشست نقد و بررسی این کتاب در ۱۱ اردیبهشت ۱۳۹۲ در نمایشگاه کتاب تهران با حضور علی‌اشرف صادقی، علاءالدین طباطبایی، محمدرضا رضوی و امید طبیب‌زاده برگزار شد.

## ویراست پیشین
ویراست پیشین این کتاب تحت‌عنوان ظرفیت فعل و ساخت‌های بنیادین جمله در فارسی امروز: پژوهشی بر اساس نظریه دستور وابستگی در سال ۱۳۸۵ توسط نشر مرکز منتشر شده بود.